# Aurora Quezon

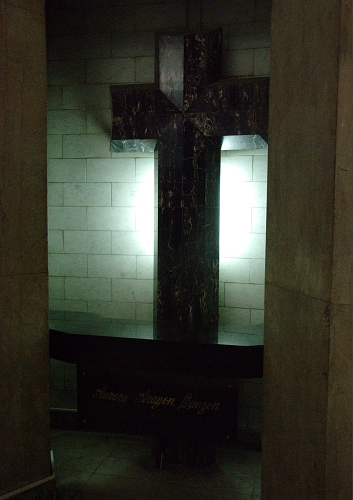
Graf van Aurora Quezon

Aurora Aragon-Quezon (Baler, 19 februari 1888 - Bongabon, 28 april 1949) was van 1935 tot 1944 first lady van de Filipijnen. Tevens was ze oprichter en eerste voorzitter van het Filipijnse Rode Kruis.

## Biografie
Aurora Quezon werd geboren op 19 februari 1888 in het plaatsje Baler in de Filipijnse provincie Tayabas, tegenwoordig Aurora. Haar ouders waren Pedro Aragon en Zenaida Molina. Na afloop van de Filipijns-Amerikaanse Oorlog studeerde ze aan de Philippine Normal School. Door haar slechte gezondheid voltooide ze de opleiding echter niet. Desondanks gaf ze enige tijd les in haar geboorteplaats Baler. Op 17 december 1918 trouwde met haar volle neef van moeders zijde, politicus Manuel Quezon. In de jaren daarna kregen ze vier kinderen, Maria Aurora, Maria Zeneida, Luisa Corazon (die slechts kort leefde) en Manuel jr. Manuel Quezon werd in 1935 gekozen tot president van het Gemenebest van de Filipijnen, en Aurora werd hierdoor de eerste first lady van het land.
In 1941 werden de Filipijnen aangevallen door Japan. Toen duidelijk werd de door de Verenigde Staten beloofde versterkingen niet zouden arriveren en de Slag om de Filipijnen uiteindelijk zou worden verloren vertrokken de Quezons naar de Verenigde Staten. Manuel Quezon richtte daar een regering-in-ballingschap op. Aurora en haar dochters werkten voor het Amerikaanse Rode Kruis. Manuel Quezon overleed kort voor de Amerikaanse herovering van de Filipijnen. Aurora keerde na de oorlog met haar kinderen terug en richtte daar het Filipijnse Rode Kruis op. Ook was ze de eerste voorzitter van de organisatie. Ze zette zich in die jaren naast haar werk voor het Rode Kruis ook in voor andere charitatieve organisaties en hielp bijvoorbeeld bij de herbouw van door de oorlog verwoeste ziekenhuizen en kerkgebouwen. Voor haar ontwikkelingswerk kreeg ze onder andere de pauselijke onderscheiding Pro Ecclesia et Pontifice van Paus Pius XII en de gouden humanitaire medaille van het Filipijnse Rode Kruis.
Op 28 april was Aurora Quezon met onder andere haar dochter Maria Aurora en schoonzoon Felipe Buencamino III op weg naar de onthulling van een monument ter ere van haar man in hun geboorteplaats Baler, toen hun konvooi onderweg in de bergen van Nueva Ecija in een hinderlaag van communistische rebellen reed. Hierbij kwam Aurora op 61-jarige leeftijd om het leven, toen ze samen met haar dochter, schoonzoon en negen anderen werd gedood.
Ter ere van Aurora Quezon noemde president Elpidio Quirino de nieuwe van Quezon afgesplitste subprovincie Aurora. Later in 1979 werd Aurora een onafhankelijke provincie. Ook werd in 1951 de doorgaande Manila Provincial Road door Quezon City werd hernoemd naar Aurora Boulevard.